# Bahnhof Treuchtlingen
Der Bahnhof Treuchtlingen ist der einzige Bahnhof der Stadt Treuchtlingen im mittelfränkischen Landkreis Weißenburg-Gunzenhausen. Früher gab es Bahnhöfe oder Haltepunkte in den Gemeindeteilen Graben, Möhren, Gundelsheim und Wettelsheim. Der Bahnhof Treuchtlingen verfügt über sieben Bahnsteiggleise. Er wird täglich von ungefähr 110 Regionalverkehrs- und Fernverkehrszügen der DB Regio und der DB Fernverkehr bedient. Der Bahnhof ist ein Eisenbahnknoten zwischen den Bahnstrecken Treuchtlingen–Nürnberg, Donauwörth–Treuchtlingen, München–Treuchtlingen und Treuchtlingen–Würzburg.

## Lage
Der Bahnhof befindet sich im Norden Treuchtlingens. Im Westen wird er von der Wettelsheimer Straße, im Osten von der Bahnhofsstraße begrenzt, an dieser befindet sich das Bahnhofsgebäude. Eine Verbindung zwischen den Straßen stellt ein Tunnel südlich des Bahnhofsgeländes her. Die Adresse des Bahnhofsgebäudes lautet Bahnhofstraße 61.
Der Bahnhof Treuchtlingen ist ein Kreuzungsbahnhof, an dem vier zweigleisige und elektrifizierte Hauptbahnen aufeinandertreffen. Die Strecken Treuchtlingen–Nürnberg und Treuchtlingen–Würzburg beginnen in Treuchtlingen mit Streckenkilometer 0,0. Die Bahnstrecke München–Treuchtlingen endet am Bahnhof Treuchtlingen bei Kilometer 136,8, die Strecke Donauwörth–Treuchtlingen bei Kilometer 34,5.

## Geschichte
Der Bahnhof Treuchtlingen wurde am 2. Oktober 1869 zusammen mit den beiden Eisenbahnstrecken Ansbach–Treuchtlingen und Treuchtlingen–Pleinfeld durch die Königlich Bayerischen Staatseisenbahnen eröffnet. Der Abschnitt Treuchtlingen–Pleinfeld wurde im Zusammenhang mit dem Bau der Altmühlbahn gebaut. Gegenüber dem Empfangsgebäude entstand ein kleines Bahnbetriebswerk zur Wartung der Züge. 1870 bekam Treuchtlingen eine weitere Anbindung an das Schienennetz mit der Bahnstrecke München–Ingolstadt–Treuchtlingen–Nürnberg. Am 1. Oktober 1906 nahmen die Bayerischen Staatsbahnen die Bahnstrecke Donauwörth–Treuchtlingen in Betrieb, die zuvor wegen der erforderlichen Steigungen als unwirtschaftlich angesehen wurde. Damit war die Direktstrecke Nürnberg–Augsburg fertiggestellt und der Umweg der Ludwig-Süd-Nord-Bahn über Nördlingen wurde unnötig. Der Bahnhof Treuchtlingen wurde mit dem Streckenbau ausgebaut und von sieben auf 15 Gleise erweitert. Bis 1935 elektrifizierte die Deutsche Reichsbahn die Bahnstrecke Nürnberg–Augsburg. Gleichzeitig mit der Elektrifizierung wurde die Zahl der Bahnhofsgleise ab 1934 auf 27 erhöht. Fortan wurden in Treuchtlingen Züge, die von der Bahnstrecke Nürnberg–Augsburg auf die nicht elektrifizierten Strecken in Richtung Würzburg und Ingolstadt wechselten, in Treuchtlingen von Elektro- auf Dampftraktion umgespannt.
Im Zweiten Weltkrieg wurde der Bahnhof mehrfach Ziel von Luftangriffen. Am 23. Februar 1945 wurden durch einen Bombenangriff etwa 300 Menschen getötet, die größtenteils bei der Zerstörung der Bahnsteigunterführung starben. 1969 löste die Deutsche Bundesbahn das Bahnbetriebswerk Treuchtlingen auf. 1977 wurde der Bahnhof Treuchtlingen als Rangierknotenpunkt aufgelöst. 1978 wurde ein neues Spurplandrucktastenstellwerk in Betrieb genommen. Von 2004 bis 2006 modernisierte die Deutsche Bahn den Bahnhof. Es wurden neue barrierefrei ausgebaute Bahnsteige errichtet und das Empfangsgebäude saniert. Durch die Fertigstellung der Schnellfahrstrecke Nürnberg–Ingolstadt Ende 2006 verlor der Bahnhof die meisten Fernverkehrsverbindungen zwischen Nürnberg und München.
Im Juni 2017 beantragte die Deutsche Bahn den Rückbau verschiedener Weichen und Gleisabschnitte.

## Aufbau

### Bahnsteige
Der Bahnhof besitzt sieben Durchgangsgleise an einem Hausbahnsteig und drei Mittelbahnsteigen. Jeder Bahnsteig ist überdacht und verfügt über digitale Zugzielanzeiger. Alle Bahnsteige sind über eine Fußgängerunterführung mit dem Hausbahnsteig verbunden. Der Bahnhof ist barrierefrei ausgestattet, es besteht ein stufenfreier Zugang zu jedem Bahnsteig.
| Gleis | Bahnsteiglänge | Bahnsteighöhe | Aktuelle Nutzung                                                                                              |
| ----- | -------------- | ------------- | --- |
| 1     | 141 m          | 55 cm         | Nahverkehrszüge in Richtung München und Ingolstadt                                                            |
| 2     | 283 m          | 55 cm         | Nahverkehrszüge in Richtung München, Ingolstadt und Nürnberg                                                  |
| 3     | 283 m          | 55 cm         | Nahverkehrszüge in Richtung Nürnberg Fernverkehrszüge in Richtung Nürnberg                                    |
| 4     | 372 m          | 76 cm         | Nahverkehrszüge in Richtung München, Ingolstadt und Nürnberg                                                  |
| 5     | 372 m          | 76 cm         | Nahverkehrszüge in Richtung Augsburg und Nürnberg Fernverkehrszüge in Richtung München, Augsburg und Würzburg |
| 6     | 281 m          | 55 cm         | Nahverkehrszüge in Richtung Donauwörth, Augsburg und München                                                  |
| 7     | 281 m          | 55 cm         | Nahverkehrszüge in Richtung Ansbach und Würzburg                                                              |

### Stellwerke
Die Weichen und Signale des Bahnhofs wurden zunächst von fünf mechanischen Stellwerken gestellt. Stellwerk V war für das Bahnbetriebswerk zuständig und wurde nach dessen Stilllegung 1969 abgebrochen. Die vier übrigen Stellwerke blieben bis 1978 in Betrieb. Nach ihrer Außerbetriebnahme wurden drei der nicht mehr benötigten Stellwerke abgebrochen. Stellwerk III blieb erhalten und wird von einem Modelleisenbahnverein genutzt.
1978 nahm die Deutsche Bundesbahn ein neues Spurplandrucktastenstellwerk der Bauart Sp Dr S60 von Siemens in Betrieb, das die Bezeichnung Tf trägt. Es befindet sich in einem dreigeschossigen Bau mit aufgesetzter Stellwerkskanzel nördlich des Empfangsgebäudes. Neben der Stellung des Bahnhofs Treuchtlingen wird von Tf der Bahnhof Otting-Weilheim ferngesteuert, bis zu dessen Stilllegung war das Stellwerk zudem für die Fernsteuerung des Bahnhofs Möhren zuständig.
Der Raum Treuchtlingen soll im Zuge des „Starterpakets“ der Digitalen Schiene Deutschland, als Teil des TEN-Kernnetzkorridors Skandinavien–Mittelmeer, bis 2030 mit Digitalen Stellwerken und ETCS ausgerüstet werden.

### Bahnbetriebswerk

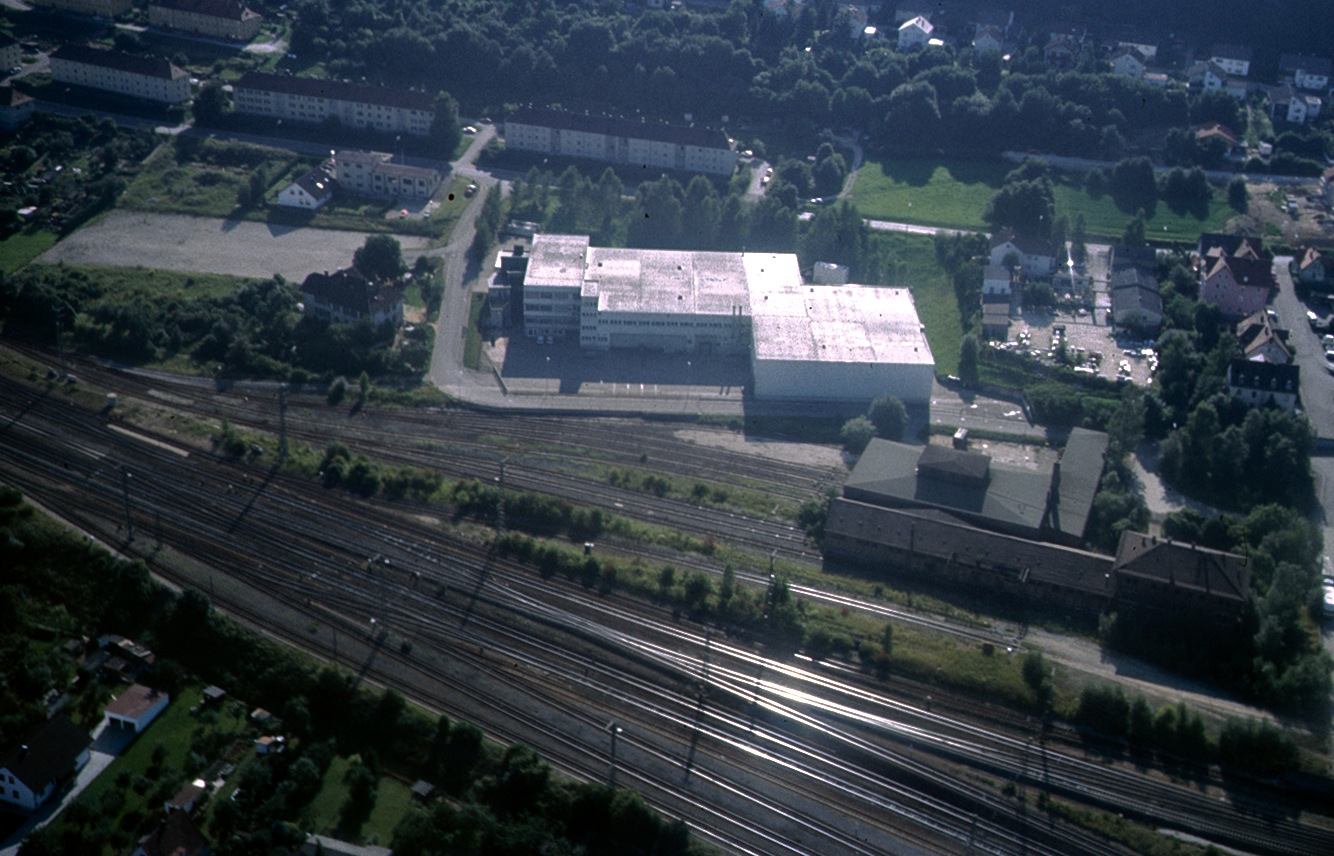
Gelände des Bahnbetriebswerks Treuchtlingen etwa 1988

Mit der Eröffnung des Bahnhofs nahmen die Bayerischen Staatseisenbahnen 1869 westlich der Bahnsteige ein kleines Bahnbetriebswerk in Betrieb. Im Zuge des Ausbaus des Bahnhofs bis 1906 wurde die Fläche des Betriebswerks für weitere Gleisanlagen benötigt. Die alten Anlagen wurden abgebrochen und im nördlichen Bahnhofskopf westlich der Gleise von 1905 bis 1906 ein neues Bahnbetriebswerk errichtet. Es war mit einem 29-ständigen Ringlokschuppen mit Drehscheibe und einer sechsständigen Wagenremise ausgestattet. Später entstand noch ein zweiter neunständiger Ringlokschuppen. Ab 1925 waren bis zu 60 Dampflokomotiven in Treuchtlingen stationiert. Nach der Elektrifizierung der Bahnstrecke Nürnberg–Augsburg beheimatete die Deutsche Reichsbahn zunächst drei Elektrolokomotiven der Baureihen E 32 und E 44 im Bw Treuchtlingen. Dafür erhielt der neunständige Ringlokschuppen 1935 eine Oberleitungsspinne über der Drehscheibe. In den folgenden Jahren stieg der Bestand auf 30 Elektrolokomotiven an.
1957 wurde die einzige Außenstelle des Betriebswerks in Rennertshofen aufgelöst. Mit der Elektrifizierung der Strecken nach Ingolstadt 1962 und Würzburg 1965 endete das Umspannen der Lokomotiven in Treuchtlingen und der Dampflokeinsatz, sodass das Betriebswerk seine Funktion größtenteils verlor. 1969 löste die Deutsche Bundesbahn das Bw Treuchtlingen als eigenständige Dienststelle auf und brach die beiden Ringlokschuppen kurz darauf ab. Die mit einem Oberlicht versehene Wagenhalle und das dreigeschossige Gebäude der Lokleitung mit Wasserhaus und Nebengebäude blieben erhalten und werden gewerblich genutzt. Die Ziegelsteinbauten von 1906 stehen unter Denkmalschutz.

## Verkehr

### Schienenverkehr
Im Kursbuch 2017/18 liegt Treuchtlingen an folgenden Kursbuchstrecken:
- 900.1: München (– Augsburg – Treuchtlingen / – Ingolstadt) (– Nürnberg) – Würzburg (Fernverkehr)[10]
- 910: Nürnberg – Treuchtlingen – Donauwörth – Augsburg (Nahverkehr)[11]
- 920: Würzburg – Ansbach – Treuchtlingen[12]
- 990: Treuchtlingen – Eichstätt Bahnhof – Ingolstadt[13]

#### Fernverkehr
Der Bahnhof wird von einzelnen Fernverkehrszügen der Deutschen Bahn bedient. Es bestehen einzelne Intercity-Express-Verbindungen der Linie 18 nach München, Berlin und Hamburg. In Treuchtlingen halten zwei Intercity-Linien; die Intercity-Linie 28 verkehrt von Nürnberg über Treuchtlingen nach München. Außerdem wird Treuchtlingen von der Intercity-Linie 24 bedient, die von Hamburg nach München verkehrt. Unter die Linie 24 fällt auch das Intercity-Zugpaar Königsee, das von Hamburg über Hannover, Kassel, Fulda, Würzburg, Treuchtlingen und Augsburg nach Berchtesgaden verkehrt.
| Linie  | Strecke | Strecke | Taktfrequenz  |
| ------ | --- | --- | ------------- |
| ICE 25 | Hamburg-Altona / Bremen – Hannover – Göttingen – Kassel-Wilhelmshöhe – Würzburg – Treuchtlingen – Augsburg – München                          | Hamburg-Altona / Bremen – Hannover – Göttingen – Kassel-Wilhelmshöhe – Würzburg – Treuchtlingen – Augsburg – München                          | einzelne Züge |
| ICE 28 | Berlin – Leipzig – Erfurt – Nürnberg – Treuchtlingen – Augsburg – München                                                                     | Berlin – Leipzig – Erfurt – Nürnberg – Treuchtlingen – Augsburg – München                                                                     | einzelne Züge |
| IC 24  | Hamburg-Altona – Hamburg Hbf – Hannover – Göttingen – Kassel-Wilhelmshöhe – Würzburg – Treuchtlingen – Augsburg – München Ost – Berchtesgaden | Hamburg-Altona – Hamburg Hbf – Hannover – Göttingen – Kassel-Wilhelmshöhe – Würzburg – Treuchtlingen – Augsburg – München Ost – Berchtesgaden | ein Zugpaar   |
| IC 28  | Nürnberg – Treuchtlingen – Augsburg – München                                                                                                 | Nürnberg – Treuchtlingen – Augsburg – München                                                                                                 | ein Zugpaar   |

#### Regionalverkehr
Der Bahnhof Treuchtlingen ist ein Taktknoten, jede Stunde besteht Umsteigemöglichkeit zwischen Regionalzügen aus Ingolstadt, Augsburg, Nürnberg und Würzburg. Er wird von fünf Regional-Express- und einer Regionalbahn-Linie bedient.
| Linie                    | ehemalige VGN-Bezeichnung | Strecke | Strecke | Frequenz                                                                              |
| ------------------------ | ------------------------- | --- | --- | ------------------------------------------------------------------------------------- |
| RE7                      | R6                        | Nürnberg Hbf – Treuchtlingen – Augsburg Hbf – Buchloe – Kempten (Allgäu) Hbf – Immenstadt –                                              | – Hergatz – Lindau-Insel | zwei Zugpaare                                                                         |
| RE17                     | R6                        | Nürnberg Hbf – Treuchtlingen – Augsburg Hbf – Buchloe – Kempten (Allgäu) Hbf – Immenstadt –                                              | – Oberstdorf | zwei Zugpaare                                                                         |
| RE16                     | R6                        | Nürnberg Hbf – Treuchtlingen – Donauwörth – Augsburg Hbf                                                                                 | Nürnberg Hbf – Treuchtlingen – Donauwörth – Augsburg Hbf                                                                                 | 120-Minuten-Takt                                                                      |
| RE60                     | R6                        | Treuchtlingen – Pleinfeld – Nürnberg | Treuchtlingen – Pleinfeld – Nürnberg | 60-Minuten-Takt wochentags                                                            |
| RE 80                    | R8                        | Würzburg Hbf – Steinach (b Rothenburg o.d. Tauber) – Ansbach – Gunzenhausen – Treuchtlingen ( – Donauwörth – Augsburg Hbf – München Hbf) | Würzburg Hbf – Steinach (b Rothenburg o.d. Tauber) – Ansbach – Gunzenhausen – Treuchtlingen ( – Donauwörth – Augsburg Hbf – München Hbf) | 60-Minuten-Takt Würzburg Hbf–Treuchtlingen 120-Minuten-Takt Treuchtlingen–München Hbf |
| RB16                     | R6 R63                    | München Hbf – Ingolstadt Hbf – Eichstätt Bahnhof – Treuchtlingen ( – Nürnberg Hbf)                                                       | München Hbf – Ingolstadt Hbf – Eichstätt Bahnhof – Treuchtlingen ( – Nürnberg Hbf)                                                       | 60-Minuten-Takt München–Treuchtlingen 120-Minuten-Takt Treuchtlingen–Nürnberg         |
| Stand: 15. Dezember 2024 |                           | | |                                                                                       |

Der RE 80 wird von Arverio Bayern mit fünfteiligen Siemens Desiro HC (Baureihe 2462) und dreiteiligen Siemens Mireo (Baureihe 2463) gefahren, während DB Regio Bayern die restlichen Linien bedient. Hierbei kommen vier- und sechsteilige Doppelstocktriebzüge des Typs Bombardier Twindexx Vario (RE 16, RE 60 und RB 16) beziehungsweise Dieseltriebzüge der Baureihe 612 (RE7 und RE 17) zum Einsatz.

#### Güterverkehr
Im Güterverkehr dient der Bahnhof mittlerweile hauptsächlich zur Abstellung von Ganzzügen. Diese sind meist Autotransport- und Kesselwagenzüge aus Ingolstadt. Außerdem findet in Treuchtlingen noch unregelmäßig das Verladen von Schotter statt.

### Öffentlicher Personennahverkehr
In Treuchtlingen sind Busanschlüsse nach Weißenburg, Bieswang, Solnhofen, Gunzenhausen, Langenaltheim, Polsingen, Monheim und Gundelsheim vorhanden. Der Bahnhof liegt im Verbundgebiet des Verkehrsverbunds Großraum Nürnberg (VGN).